# Клешнин, Михаил Никитич
Михаил Никитич Клешнин (3 мая 1902, деревня Счастливка, Орловская губерния — 13 марта 1991, Москва) — советский военный деятель, генерал-майор (1941 год).

## Биография
Михаил Никитич Клешнин родился 3 мая 1902 года в деревне Счастливка (ныне — Мценского района Орловской области).

### Довоенное время
В октябре 1924 года был призван в ряды РККА и направлен красноармейцем в Волынский учебный полк, дислоцированный в городе Каменец, а затем был переведён в 20-й Славутский пограничный отряд. В июне 1925 года был направлен на учёбу в 3-ю пограничную школу ОГПУ, дислоцированную в Харькове, после окончания которой в январе 1927 года был назначен на должность помощника начальника заставы 20-го Славутского пограничного отряда, а в августе 1928 года — на должность начальника заставы в составе 30-го Славутского пограничного отряда.
В августе 1930 года был направлен на учёбу в Высшую пограничную школу войск НКВД, после окончания которой с марта 1932 года служил в 3-й пограничной школе войск НКВД, дислоцированной в Москве, на должностях командира роты и дивизиона. В апреле 1935 года был назначен на должность преподавателя тактики Высшей пограничной школы войск НКВД.
После окончания Военной академии имени М. В. Фрунзе Клешнин в феврале 1938 года был назначен на должность заместителя начальника Ново-Петергофского военного политического училища НКВД. Находясь на должности начальника отряда особого отряда П. А. Артемьева пограничных войск НКВД, Клешнин принимал участие в боевых действиях во время советско-финской войны, после чего в феврале 1940 года был назначен на должность начальника 5-го пограничного отряда Ленинградского военного округа, а в апреле — на должность начальника Ленинградского военного пехотного училища НКВД.

### Великая Отечественная война
15 июля 1941 года присвоено воинское звание генерал-майора. С началом войны Клешнин был назначен на должность командира Бакинской горнострелковой, а затем — на должность 262-й стрелковой дивизий, которая в августе 1941 года принимала участие во фронтовом контрударе в районе Старой Руссы, во время которого понесла большие потери, за что Клешнин был снят с занимаемой должности и назначен на должность командира 232-го стрелкового полка (182-я стрелковая дивизия).
В январе 1942 года был назначен на должность командира 188-й стрелковой дивизии, участвовавшей в боевых действиях во время Демянской наступательной операции, а в августе того же года — на должность заместителя командующего 11-й армией, однако в январе 1943 года генерал-майор Клешнин был снят от занимаемой должности по собственному желанию, после чего был назначен на должность командира 53-й гвардейской стрелковой дивизии, а в апреле 1943 года — на должность командира 35-го стрелкового корпуса, который после завершения формирования был преобразован в 44-й, после чего принимал участие в боевых действиях в ходе Ленинградско-Новгородской, Белорусской, Прибалтийской, Восточно-Прусской и Пражской наступательных операций.

### Послевоенная карьера
В июле 1945 года генерал-майор Клешнин был назначен на должность заместителя начальника штаба советской части Союзной контрольной комиссии в Австрии, в мае 1947 года — на должность начальника Тбилисского пехотного училища, а в июне 1949 года — на должность начальника Ставропольского суворовского училища.
В мае 1951 года был назначен на должность начальника 3-го отдела — помощника начальника Управления вузов Министерства обороны СССР по руководству суворовскими военными училищами, а в ноябре 1952 года — на должность начальника 2-го отдела — помощника начальника Управления вузов стрелковых войск по руководству суворовскими училищами (с мая 1953 года — в составе Главного управления боевой и физической подготовки сухопутных войск).
Генерал-майор Михаил Никитич Клешнин в июле 1959 года вышел в отставку. Умер 13 марта 1991 года в Москве.

## Награды
- Два ордена Ленина;
- Три ордена Красного Знамени;
- Орден Суворова 2 степени;
- Два ордена Кутузова 2 степени;
- Орден Отечественной войны 1 степени;
- Медали.
- Нагрудный знак заслуженного работника НКВД (1940)